# Wayne Roycroft
Wayne William Roycroft (Mansfield, 21 de mayo de 19) es un jinete australiano que compite en la modalidad de concurso completo. Es hijo del jinete William Roycroft, y su hermano Barry compitió en el mismo deporte.
Participó en tres Juegos Olímpicos de Verano, obteniendo dos medallas de bronce en la prueba por equipos, en México 1968 (junto con Brien Cobcroft, William Roycroft y James Scanlon) y en Montreal 1976 (con Mervyn Bennet, William Roycroft y Denis Pigott), y el quinto lugar en Los Ángeles 1984, también por equipos. Ganó una medalla de bronce en el Campeonato Mundial de Concurso Completo de 1986, en la prueba por equipos.
En 2000 fue condecorado con la Medalla Deportiva Australiana y en 2014 fue nombrado miembro de la Orden de Australia (AM).

## Palmarés internacional
| Juegos Olímpicos   | Juegos Olímpicos          | Juegos Olímpicos  | Juegos Olímpicos |
| Año                | Lugar                     | Medalla           | Categoría        |
| ------------------ | ------------------------- | ----------------- | ---------------- |
| 1968               | Ciudad de México (México) | Medalla de bronce | Por equipos      |
| 1976               | Montreal (Canadá)         | Medalla de bronce | Por equipos      |
| Campeonato Mundial |                           |                   |                  |
| Año                | Lugar                     | Medalla           | Categoría        |
| 1986               | Gawler (Australia)        | Medalla de bronce | Por equipos      |